# Aleksandr Motyliov
Aleksandr Motyliov Александр Мотылёв (nacido en Ekaterimburgo el 17 de junio de 1979) es un Gran Maestro Internacional de ajedrez y antiguo campeón de Rusia. Motylev aprendió a jugar con cuatro años y medio y participó en sesiones de instrucción de grupo. 
Esto no es raro en Rusia, donde el ajedrez juega una gran parte del plan de estudios de la escuela. Su progreso fue bueno y cuando él tenía once años, Motyliov era ya un Candidato a Maestro (un título antes alcanzado por su padre). 
Motyliov estaba también dotado en el fútbol, pero el profesor de educación física le aconsejó que se concentrara en el ajedrez y esto demostró ser un buen asesoramiento, así fue el campeón nacional sub-16 y sub-18 años.
Su mejor registro de torneo fue en 2003, ganó el Abierto en Bastia (delante de fuertes jugadores como Loek van Wely, Sasikiran y Sergéi Tiviakov). 
En 2006, ganó el Corus "B" el Torneo en Wijk aan Zee junto con Magnus Carlsen.
Motyliov jugó para el equipo de Rusia en el 2001, en los Campeonatos Mundiales y contribuyó con su sólido rendimiento 2 puntos en 3 partidas, ayudando el equipo a conseguir la medalla de plata. 
En el pasado Torneo Corus de ajedrez de 2007, celebrado en Holanda, quedó clasificado el 10.º, logrando 5,0 puntos de 13 posibles, con 10 tablas y 3 derrotas.